# Квалификације за Светско првенство у фудбалу 2022 — УЕФА група Д
Група Д европских квалификација за Светско првенство у фудбалу 2022. се састојала од 5 репрезентација Француска, Украјина, Финска, Босна и Херцеговина и Казахстан.
Репрезентација Француске је као првопласирана репрезентација изборила директан пласман на првенство, док је Украјина као другопласирана репрезентација отишла у бараж. 

## Табела
| Легенда                                           |
| ------------------------------------------------- |
| Репрезентација која се квалификује у првом кругу  |
| Репрезентација која иде у бараж након првог круга |

| Табела групе Д | Табела групе Д      | Табела групе Д | Табела групе Д | Табела групе Д | Табела групе Д | Табела групе Д | Табела групе Д | Табела групе Д | Табела групе Д |  |           |          |        |                     |           |  | Домаћи | Домаћи | Домаћи | Домаћи | Домаћи | Домаћи | Домаћи | Гости | Гости | Гости | Гости | Гости | Гости | Гости |
|                | Репрезентација      | И              | Д              | Н              | И              | ДГ             | ПГ             | ГР             | Бод.           |  | Француска | Украјина | Финска | Босна и Херцеговина | Казахстан |  | И      | Д      | Н      | И      | ДГ     | ПГ     | Бод.   | И     | Д     | Н     | И     | ДГ    | ПГ    | Бод.  |
| 1.             | Француска           | 8              | 5              | 3              | 0              | 18             | 3              | +15            | 18             |  | -         | 1:1      | 2:0    | 1:1                 | 8:0       |  | 4      | 2      | 2      | 0      | 12     | 2      | 8      | 4     | 3     | 1     | 0     | 6     | 1     | 10    |
| 2.             | Украјина            | 8              | 2              | 6              | 0              | 11             | 8              | +3             | 12             |  | 1:1       | -        | 1:1    | 1:1                 | 1:1       |  | 4      | 0      | 4      | 0      | 4      | 4      | 4      | 4     | 2     | 2     | 0     | 7     | 4     | 8     |
| 3.             | Финска              | 8              | 3              | 2              | 3              | 10             | 10             | 0              | 11             |  | 0:2       | 1:2      | -      | 2:2                 | 1:0       |  | 4      | 1      | 1      | 2      | 4      | 6      | 4      | 4     | 2     | 1     | 1     | 6     | 4     | 7     |
| 4.             | Босна и Херцеговина | 8              | 1              | 4              | 3              | 9              | 12             | -3             | 7              |  | 0:1       | 0:2      | 1:3    | -                   | 2:2       |  | 4      | 0      | 1      | 3      | 3      | 8      | 1      | 4     | 1     | 3     | 0     | 6     | 4     | 6     |
| 5.             | Казахстан           | 8              | 0              | 3              | 5              | 5              | 20             | -15            | 3              |  | 0:2       | 2:2      | 0:2    | 0:2                 | -         |  | 4      | 0      | 1      | 3      | 2      | 8      | 1      | 4     | 0     | 2     | 2     | 3     | 12    | 2     |

## Резултати
| Финска        | 2:2    | Босна и Херцеговина         |
| ------------- | ------ | --------------------------- |
| Пуки 58’, 77’ | Детаљи | Пјанић 55’ · Стевановић 84’ |

| Француска   | 1:1    | Украјина     |
| ----------- | ------ | ------------ |
| Гризман 19’ | Детаљи | Сидорчук 57’ |

| Казахстан | 0:2    | Француска                     |
| --------- | ------ | ----------------------------- |
|           | Детаљи | Дембеле 19’ · Малиј 44’ (аг.) |

| Украјина   | 1:1    | Финска          |
| ---------- | ------ | --------------- |
| Мораес 80’ | Детаљи | Пуки 89’ (пен.) |

| Босна и Херцеговина | 0:1    | Француска   |
| ------------------- | ------ | ----------- |
|                     | Детаљи | Гризман 60’ |

| Украјина     | 1:1    | Казахстан   |
| ------------ | ------ | ----------- |
| Јаремчук 20’ | Детаљи | Мужиков 59’ |

| Казахстан            | 2:2    | Украјина                  |
| -------------------- | ------ | ------------------------- |
| Валијулин 74’, 90+6’ | Детаљи | Јаремчук 2’ · Сикан 90+6’ |

| Француска   | 1:1    | Босна и Херцеговина |
| ----------- | ------ | ------------------- |
| Гризман 40’ | Детаљи | Џеко 36’            |

| Финска         | 1:0    | Казахстан |
| -------------- | ------ | --------- |
| Похјанпало 60’ | Детаљи |           |

| Украјина      | 1:1    | Француска    |
| ------------- | ------ | ------------ |
| Шапаренко 44’ | Детаљи | Марсијал 50’ |

| Босна и Херцеговина            | 2:2    | Казахстан                    |
| ------------------------------ | ------ | ---------------------------- |
| Пјанић 74’ (пен.) · Менало 86’ | Детаљи | Куат 52’ · Зајнутдинов 90+5’ |

| Француска        | 2:0    | Финска |
| ---------------- | ------ | ------ |
| Гризман 25’, 53’ | Детаљи |        |

| Казахстан | 0:2    | Босна и Херцеговина |
| --------- | ------ | ------------------- |
|           | Детаљи | Превљак 25’, 66’    |

| Финска   | 1:2    | Украјина                     |
| -------- | ------ | ---------------------------- |
| Пуки 29’ | Детаљи | Јармоленко 4’ · Јаремчук 34’ |

| Казахстан | 0:2    | Финска        |
| --------- | ------ | ------------- |
|           | Детаљи | Пуки 45’, 48’ |

| Украјина       | 1:1    | Босна и Херцеговина |
| -------------- | ------ | ------------------- |
| Јармоленко 15’ | Детаљи | Ахмедхоџић 77’      |

| Босна и Херцеговина | 1:3    | Финска                            |
| ------------------- | ------ | --------------------------------- |
| Менало 69’          | Детаљи | Форс 29’ · Лод 51’ · О'Шонеси 73’ |

| Француска                                                                    | 8:0    | Казахстан |
| ---------------------------------------------------------------------------- | ------ | --------- |
| Мбапе 6’, 12’, 32’, 87’ · Бензема 55’, 59’ · Рабијо 75’ · Гризман 84’ (пен.) | Детаљи |           |

| Босна и Херцеговина | 0:2    | Украјина                  |
| ------------------- | ------ | ------------------------- |
|                     | Детаљи | Зинченко 59’ · Довбик 79’ |

| Финска | 0:2    | Француска               |
| ------ | ------ | ----------------------- |
|        | Детаљи | Бензема 66’ · Мбапе 76’ |

## Стрелци
6 голова
| - Тему Пуки | - Антоан Гризман |

5 голова
| - Килијан Мбапе |

3 гола
| - Роман Јаремчук | - Карим Бензема |

2 гола
| - Лука Менало - Миралем Пјанић | - Смаил Превљак - Руслан Валијулин | - Андриј Јармоленко |

1 гол
| - Анел Ахмедхоџић - Един Џеко - Мирослав Стевановић - Бактијор Зајнутдинов - Исламбек Куат - Серикжан Мужиков - Артјом Довбик | - Данило Сикан - Жуниор Мораес - Микола Шапаренко - Олександар Зинченко - Серхиј Сидорчук - Данијел О'Шонеси | - Јоел Похјанпало - Маркус Форс - Робин Лод - Адријен Рабијо - Антони Марсијал - Усман Дембеле |

Аутогол
| - Серхиј Малиј (против Француске) |